# دانيال مكاي
دانيال مكاي (بالإنجليزية: Daniel McKay)‏ (16 أبريل 1991 باسكتلندا في المملكة المتحدة - ) هو لاعب كرة قدم بريطاني في مركز الهجوم. لعب مع نادي بريتشين سيتي ونادي كيلمارنوك وArthurlie F.C. ‏ وبيث جونيورز ‏ ونادي اربوراث ونادي ألبيون روفرز وNeilston F.C. ‏ ونادي آير يونايتد.

## وصلات خارجية
- دانيال مكاي على موقع قاعدة بيانات كرة القدم.إي يو (الإنجليزية)
- دانيال مكاي على موقع Soccerbase.com (لاعب) (الإنجليزية)